# Pyronia janiroides
Pyronia janiroides är en fjärilsart som beskrevs av Herrich-Schäffer 1851. Pyronia janiroides ingår i släktet Pyronia och familjen praktfjärilar. Inga underarter finns listade.

## Bildgalleri

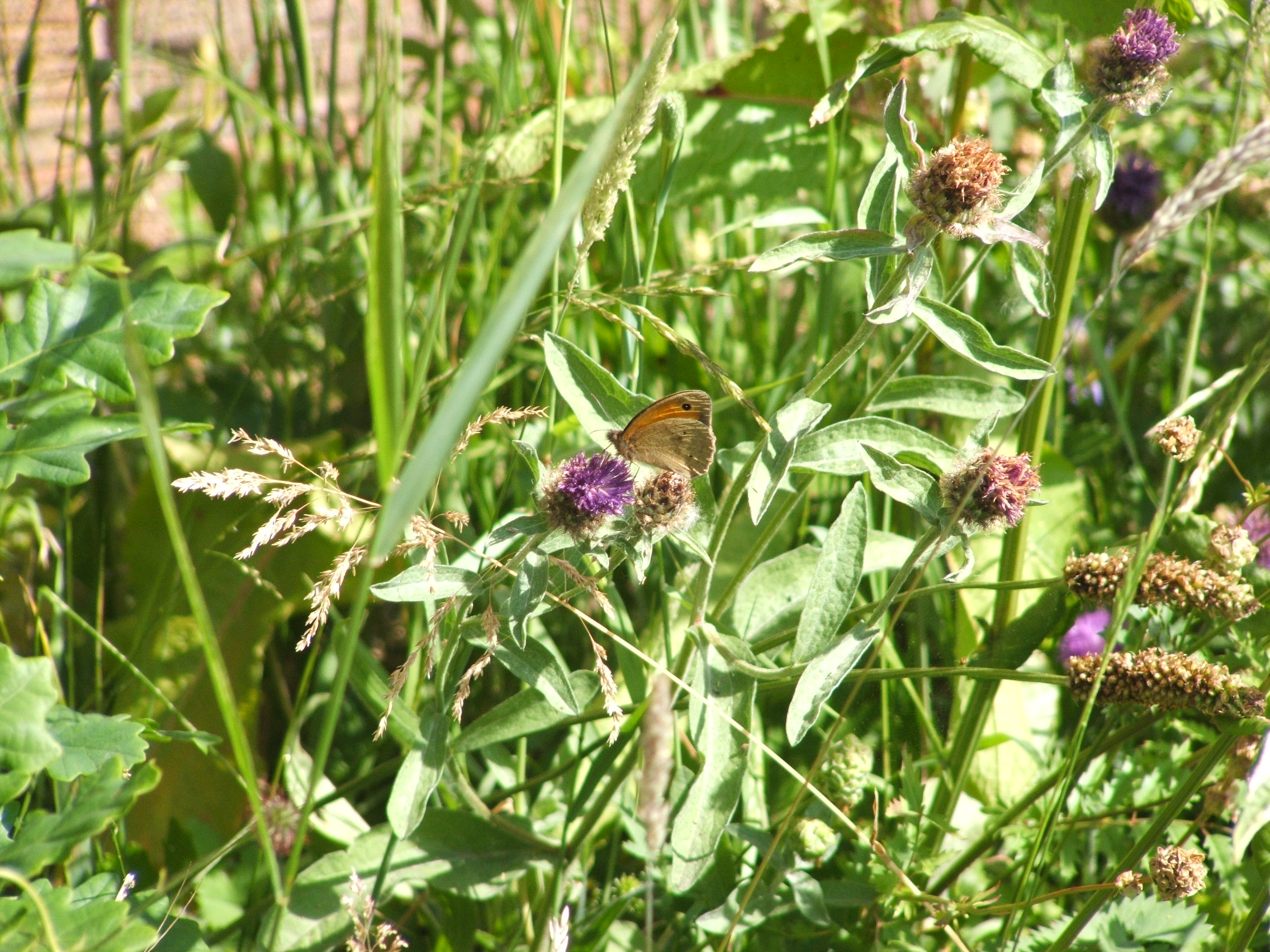